# 12 رجب
- السبت
- الأحد
- الاثنين
- الثلاثاء
- الأربعاء
- الخميس
- الجمعة

- 2728 ديسمبر 2024
- 2829 ديسمبر 2024
- 2930 ديسمبر 2024
- 3031 ديسمبر 2024
- 11 يناير 2025
- 22 يناير 2025
- 33 يناير 2025
- 44 يناير 2025
- 55 يناير 2025
- 66 يناير 2025
- 77 يناير 2025
- 88 يناير 2025
- 99 يناير 2025
- 1010 يناير 2025
- 1111 يناير 2025
- 1212 يناير 2025
- 1313 يناير 2025
- 1414 يناير 2025
- 1515 يناير 2025
- 1616 يناير 2025
- 1717 يناير 2025
- 1818 يناير 2025
- 1919 يناير 2025
- 2020 يناير 2025
- 2121 يناير 2025
- 2222 يناير 2025
- 2323 يناير 2025
- 2424 يناير 2025
- 2525 يناير 2025
- 2626 يناير 2025
- 2727 يناير 2025
- 2828 يناير 2025
- 2929 يناير 2025
- 3030 يناير 2025
- 131 يناير 2025

12 رجب أو 12 رجب الفرد أو 12 رجب المُرجَّب أو يوم 12 \ 7 (اليوم الثاني عشر من الشهر السابع) هو اليوم التاسع والثمانون بعد المائة (189) من أيَّام السنة (أو التسعون بعد المائة لو كان شهر جمادى الآخرة مُتممًا لليوم الثلاثين أو الحادي والتسعون بعد المائة لو أتم كلًا من صفر وربيع الآخر وجمادى الآخرة ثلاثين يومًا) وفق التقويم الهجري القمري (العربي). يبقى بعده 165 أو 166 يومًا لانتهاء السنة.

## أحداث
- 479 هـ - نشوب معركة الزلاقة بين المسلمين والصليبيين في الأندلس، وانتهائها بانتصار المسلمين.
- 1110 هـ - العمانيون ينتصرون على البرتغاليين في موقعة ممبسة البحرية، والتي استمرت ثلاثة أيام، هبت خلالها ريح شديدة جعلت الأسطول البرتغالي ينسحب من المعركة.
- 1337 هـ - الاحتلال البريطاني يرتكب مجزرة أمريستار في الهند التي سقط خلالها أربعمائة قتيل مدني غير مسلح، مما دفع الزعيم «غاندي» إلى مطالبة الهنود بمقاطعة البضائع الإنجليزية، والإعلان عن تحقيق الحرية السياسية بتحدي صناعة الملبوسات البريطانية.
- 1355 هـ - الصحفي مصطفى بن شعبان يصدر جريدة زهو البال الفكاهية التي لم يصدر منها سوى 4 أعداد فقط، وكانت الجريدة الهزلية الوحيدة التي ساندت الحزب الدستوري التونسي القديم في فترة ما بين الحربين العالميتين.
- 1367 هـ - مجلس الأمن يقرر وقف إطلاق النار في فلسطين وتعيين الكونت فولك برنادوت وسيطًا.
- 1377 هـ -
  - سوريا ومصر توقعان على ميثاق الوحدة العربية بين البلدين تحت اسم الجمهورية العربية المتحدة.
  - إصدار أول طابع بريد كويتي.
- 1379 هـ - المعارض المغربي محمد حسن الوزاني يؤسس حزب الدستور الديمقراطي.
- 1389 هـ - تأسيس منظمة المؤتمر الإسلامي.
- 1406 هـ - إسبانيا تعلن اعترافها بمنظمة التحرير الفلسطينية.
- 1409 هـ -
  - أسر مقاومون من كتائب القسام الجندي الإسرائيلي “آفي سابورتس” ثم اضطروا لقتله، وقد عثر الجيش الإسرائيلي على جثته بعد 3 شهور.
  - قيام اتحاد المغرب العربي بين ليبيا وتونس والجزائر وموريتانيا والمغرب.
- 1411 هـ - إرغام الرئيس الصومالي محمد سياد بري على التخلي عن السلطة بعد معارك استمرت 4 أسابيع في العاصمة مقدشو.
- 1412 هـ - محمد بوضياف يتولى رئاسة الجزائر.
- 1429 هـ -
  - السلطات الماليزية تلقي القبض على زعيم المعارضة أنور إبراهيم بتهمة ممارسة اللواط مع مساعده السابق.
  - مقتل 35 وجرح أكثر من 70 إثر تفجير انتحاريين نفسيهما وسط حشود متطوعي الجيش العراقي في مدينة بعقوبة شمال العاصمة بغداد.
- 1430 هـ - مصرع ما لا يقل عن 192 شخصًا في الاضطرابات الدائرة بمدينة أورومتشي في تركستان الشرقية بالصين.
- 1432 هـ -
  - ملك الأردن عبد الله الثاني بن الحسين يتعهد بالعمل على إجراء إصلاحات تقود إلى تشكيل الحكومات على أساس الأغلبية النيابية الحزبية.
  - الإعلان عن الحكومة اللبنانية الجديدة برئاسة نجيب ميقاتي والتي شكلها بعد تكليفة بخمسة شهور.

## مواليد
- 1344 هـ - يوسف شاهين، مخرج سينمائي مصري.
- 1354 هـ - خليل الوزير، سياسي وعسكري فلسطيني لاجئ وأحد مؤسسي حركة فتح وجناحها المسلح (العاصفة).
- 1358 هـ - هاني الروماني، ممثل ومخرج سوري.
- 1373 هـ - مها المصري، ممثلة سورية.
- 1374 هـ - أحمد علي الزين، روائي وصحفي لبناني.
- 1379 هـ - ريم سعادة، ممثلة أردنية.
- 1392 هـ - الحسن اليامي، لاعب كرة قدم سعودي.
- 1393 هـ - هيفاء المنصور، مخرجة سعودية.
- 1396 هـ - طلال القرقوري، لاعب كرة قدم مغربي.
- 1397 هـ - صفاء مغربي، ممثلة مصرية.
- 1401 هـ - نواف الخالدي، حارس مرمى كرة قدم كويتي.

## وفيات
- 32هـ - العباس بن عبد المطلب، عم الرسول محمد وجد الخلفاء العباسيين.
- 1371هـ - إلياس أنطون إلياس، كاتب، لغوي ورجل الأعمال مصري.
- 1375هـ - عبد الكريم الممتن، فقيه مسلم وشاعر سعودي.
- 1431هـ - محمد مزالي، رئيس وزراء تونس.
- 1434هـ - صالح عبيد، سياسي تونسي.

## وصلات خارجية
- موقع قصة الإسلام: حدث في شهر رجب.